# Idiops designatus
Espèce
Idiops designatus est une espèce d'araignées mygalomorphes de la famille des Idiopidae.

## Distribution
Cette espèce est endémique du Pendjab au Pakistan. Elle se rencontre vers Murree.

## Systématique et taxinomie
Cette espèce a été décrite par O. Pickard-Cambridge en 1885.

## Publication originale
- O. Pickard-Cambridge, 1885 : « Araneida. » Scientific results of the second Yarkand mission; based upon the collections and notes of the late Ferdinand Stoliczka, Ph. D., Government of India, Calcutta, p. 1-115 (texte intégral).